# Paul Takes the Form of a Mortal Girl
Paul Takes the Form of a Mortal Girl é um romance da escritora americana Andrea Lawlor. Foi publicado em 2017 pela Rescue Press. O livro é fortemente influenciado pela cultura queer dos anos 1990 e Lawlor levou 15 anos para escrevê-lo.
O romance picaresco acompanha Paul, um jovem de 23 anos que descobre que pode mudar de forma e usa essa habilidade para alterar sua expressão de gênero enquanto vagueia pelos Estados Unidos. Ele é um flâneur que gosta de usar roupas performáticas e busca diversas experiências sexuais com uma variedade diversificada de parceiros; sua identidade de gênero nunca é explicitada. Ambientado em 1993, o romance se passa em vários locais onde o autor viveu. O texto exibe influências pós-modernas, usando notas de rodapé e pastiche, com fábulas curtas intercaladas por toda parte.
Paul Takes the Form of a Mortal Girl é o romance de estreia de Andrea Lawlor. O livro recebeu críticas positivas, com críticos elogiando sua abordagem inovadora sobre género e sexo, bem como sua estrutura inovadora e precisão de época. Foi republicado pela Vintage Books em 2019, e Lawlor recebeu um prêmio Whiting pelo livro.

## Backgroud
A escritora Andrea Lawlor se envolveu com o ativismo queer como estudante de graduação na década de 1990, fundando o primeiro grupo lésbico e gay na Fordham University. Eles começaram a escrever Paul Takes the Form of a Mortal Girl em São Francisco quando tinham 30 anos. Eles tinham acabado de deixar um emprego corporativo e começaram a explorar a escrita criativa enquanto trabalhavam em uma livraria, fazendo um curso noturno no Gotham Writers' Workshop. O primeiro rascunho de Paul começou como uma releitura do mito de Tirésias. O conceito também foi influenciado por Orlando: A Biography, que Lawlor leu no ensino médio "porque estava em uma lista de livros com algo queer neles". As Metamorfoses de Ovídio e Wild Seed foram influências adicionais.
Lawlor mais tarde se matriculou em um programa de pós-graduação em escrita criativa ministrado por Samuel R. Delany na Temple University e entregou o rascunho; Delany os encorajou a continuar trabalhando na história. Lawlor concluiu o primeiro rascunho do romance enquanto cursava o Mestrado em Belas Artes na Universidade de Massachusetts. Eles trabalharam no romance enquanto estavam matriculados em aulas de pós-graduação, ensinando, trabalhando e cuidando de um bebê com seu parceiro. O romance levou 15 anos para ser concluído.

"Tentei fazer um esboço, tentei entender a estrutura de três atos, tentei impor um enredo, mas continuava voltando à minha sensação de que eu só precisava seguir Paul, que minha estrutura também teria que ser um pouco estranha."

Andrea Lawlor, 2018
De acordo com Lawlor, o rascunho foi inicialmente rejeitado por vários editores porque eles achavam que não tinha enredo ou conflito suficientes. Lawlor recusou-se a fazer com que o protagonista Paul aprendesse uma lição no texto, acreditando que a estrutura convencional do enredo tornaria o romance irrealista.
Lawlor é amigo próximo de Jordy Rosenberg, autor do romance queer Confessions of the Fox; Rosenberg mora com a família de Lawlor. Os romances dos dois autores estavam entre os primeiros de autores transgéneros ou não binários a serem escolhidos por grandes editoras.

## Publicação
Rescue Press publicou Paul Takes the Form of a Mortal Girl com uma tiragem inicial de 500 cópias em novembro de 2017. Foi o romance de estreia de Lawlor. Apesar da impressão inicial limitada, o romance foi resenhado na seção "Brevemente Observado" da The New Yorker, o que, segundo Lawlor, despertou amplo interesse no livro, bem como potenciais direitos cinematográficos. (O livro foi adquirido por Ryan Murphy.) Lawlor pôde posteriormente começar a trabalhar com o agente literário PJ Mark, que negociou um acordo para uma publicação mais ampla com a Vintage Books.
A Vintage Books reimprimiu Paul Takes the Form of a Mortal Girl em 2019. Segundo Lawlor, metade dos lucros da reimpressão vão para a Rescue Press perpetuamente. Picador publicou Paul na Grã-Bretanha e na Austrália em 2019.

## Conteúdo

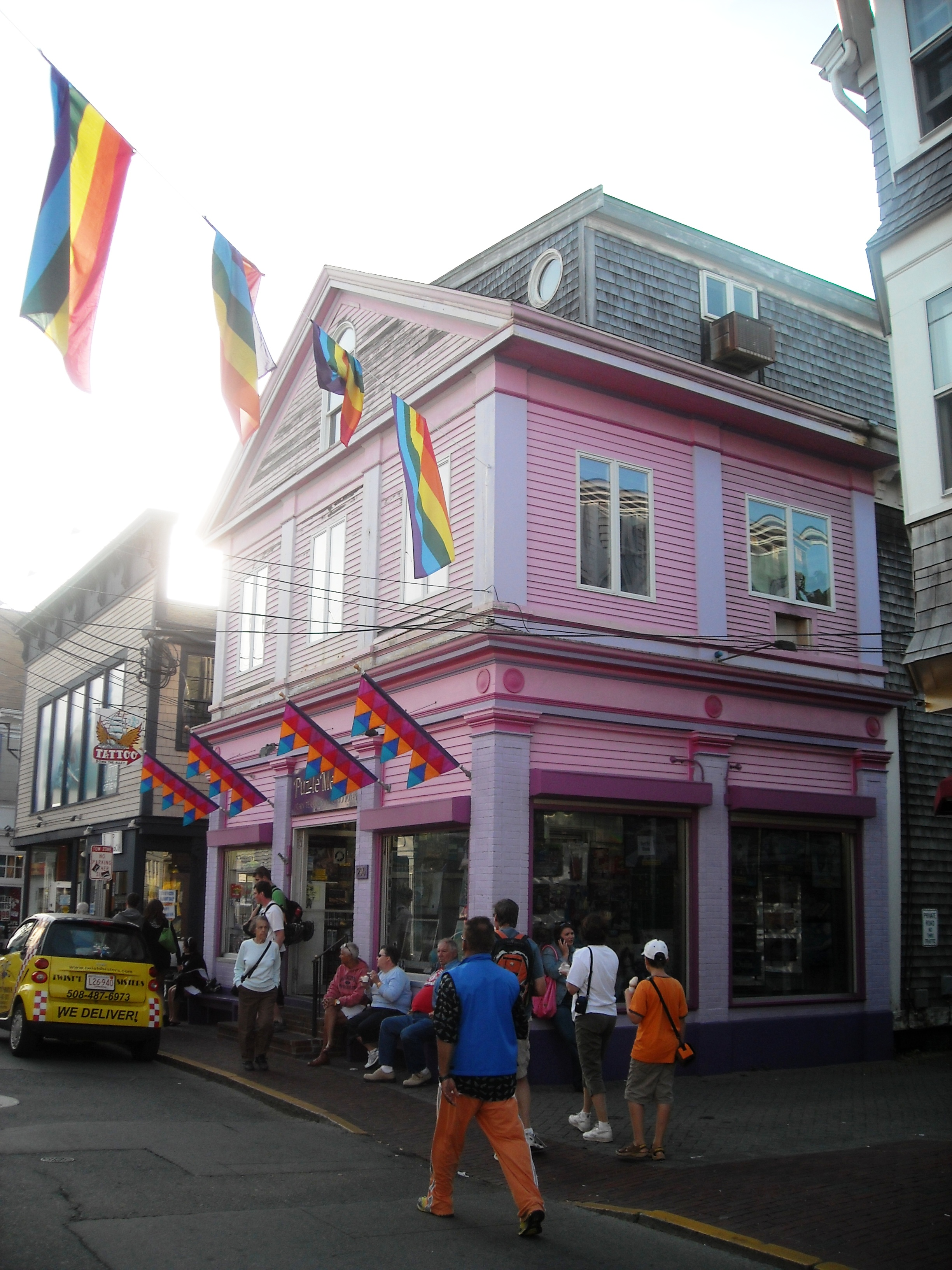
Uma parte do romance se passa em Provincetown, Massachusetts

Paul Takes the Form of a Mortal Girl se passa em 1993, e seu conteúdo é fortemente influenciado pela cultura queer dos anos 1990. O protagonista do romance, Paul Polydoris, de 23 anos, é um estudante e barman que descobre que é secretamente capaz de mudar de forma. Ele usa essa habilidade para mudar sua expressão de gênero, às vezes para fins sexuais, enquanto se aventura pelos Estados Unidos e evita mensagens de voz de seu primeiro amor, que foi diagnosticado com HIV/AIDS. Os cenários incluem a subcultura punk de Iowa City, o Michigan Womyn's Music Festival, Provincetown, Massachusetts, na baixa temporada, e um bar de couro nos fundos de Chicago. Todos esses cenários estão em lugares onde o autor viveu.

"Chame qualquer um de Paul e ele se tornará um Paul."

Gertrude Stein, conforme citado na conforme citado na de Paul Takes the Form of a Mortal Girl
Paul Polydoris se considera Paul e usa o pronome masculino para se referir a si mesmo ao longo da narrativa, embora sua identidade de gênero nunca seja explícita para ele ou para o leitor. Ele é caracterizado, e se caracteriza, como um flâneur que se satisfaz ao usar trajes performáticos e buscar diversas experiências sexuais; ele é capaz de "se fazer atraído por qualquer pessoa".(p157) Ele também é capaz de mudar seu corpo e seus órgãos genitais, e o faz com frequência. A sua etnia é igualmente ambígua, embora menos sob o seu controlo.(p157)
No início do romance, Paul está estudando cinema em Iowa City. O romance começa com ele transformando seu corpo para ter seios e uma vagina, vestindo roupas femininas e indo a um bar parecendo "a garota com quem ele queria transar". No bar, sua amiga Jane acredita que ele está fantasiado e fica impressionada com o quão realisticamente feminino ele parece. Mais tarde, ele se torna um passivo musculoso em um bar de couro enquanto viaja para Chicago para que ele possa "ver o que os caras de couro [fazem] com outros caras de couro", e assume a aparência de uma garota de minissaia para experimentar a vida sexual de "pessoas heterossexuais normais". Todas essas identidades são temporárias para ele.(p157)
Mais tarde no romance, ele passa um longo período como uma lésbica feminina chamada Polly. Ele vai ao Festival de Música Feminina de Michigan com Jane e conhece uma mulher chamada Diane; Diane e Polly fazem sexo na floresta e começam um relacionamento lésbico sério. Mais tarde, quando Jane revela a história de Paul e sua habilidade de transformação para Diane, ela fica inicialmente brava e o acusa de mentir. Ele responde que não é um homem e não sabe o que é; os dois se reconciliam depois que Diane diz que "você cheira como uma menina o tempo todo" e que ela acredita que ele é realmente uma mulher. Paul vai para Provincetown com Diane, onde descobre que suas experiências e sentimentos são moldados por ser uma garota. Quando Diane parte seu coração, ele se torna homem novamente e viaja para São Francisco, continuando a buscar experiências sexuais, incluindo fazer um boquete ao ar livre em um "hippie safado". Ele descobre que seu primeiro namorado morreu de AIDS, tem um breve relacionamento gay e conhece outra pessoa que pode se transformar como ele; essa pessoa se torna sua amiga e rejeita suas investidas românticas. O romance termina com Paul caminhando por São Francisco, que ele descreve como uma cidade tão “diversa quanto ele”.
Paul Takes the Form of a Mortal Girl é um romance picaresco(p155)(p497) com fábulas curtas e relevantes intercaladas por toda parte. Recursos da literatura pós-moderna, como notas de rodapé e pastiche, estão presentes no texto. O O realismo mágico também é incorporado.(p159) Figuras culturais e acadêmicas do período também são mencionadas no texto, incluindo os teóricos Lauren Berlant, Leo Bersani e Judith Butler. bem como outros como Rainer Werner Fassbinder, Jean Genet e Jeanne Moreau. As obras culturais mencionadas incluem Orlando, The Well of Loneliness e Giovanni's Room. Lawlor descreveu o romance como "uma autobiografia velada", mas também afirmou que "no final das contas, eu não sou Paul e Paul não sou eu".

## Recepção

### Avaliações
Uma crítica na seção "Briefly Noted" do The New Yorker concluiu que Paul Takes the Form of a Mortal Girl é uma combinação bem-sucedida de "cultura pop, teoria de gênero e obscenidade", e elogiou a maneira realista como o protagonista Paul é escrito. The Guardian elogiou o livro por sua precisão de época, bem como por suas descrições bem escritas de sexo. A revisão argumentou que a natureza "assumidamente queer" do livro não deveria prejudicar seu sucesso no mercado, descrevendo a escrita de Lawlor como "evocativa e urgente". Outra menção de Paul no The Guardian caracterizou o romance como "uma brincadeira picaresca". The Irish Times elogiou o livro como "uma celebração de ser jovem e queer", e o contrastou com os gêneros bildungsroman e künstlerroman, ao mesmo tempo em que observou que ele difere dessas formas por evitar uma resolução iluminada: "a 'jornada' que Paul faz não é tanto de esclarecimento ou maior conhecimento, mas por meio de diferentes comunidades queer, diferentes formas de relacionamentos sexuais e íntimos e as inúmeras possibilidades de sua forma mutante".
The Saturday Paper descreveu o protagonista Paul como "uma criança terrível com coração", e o romance como "uma leitura atrevida, equilibrando habilmente o humor com o pathos". Uma crítica na Vice focou especificamente no papel da música em Paul Takes the Form of a Mortal Girl, elogiando a precisão e a atenção de Lawlor aos detalhes na seleção de músicas e artistas a serem mencionados. The Skinny concluiu que o romance "consegue definir a estranheza de uma forma que poucos livros conseguiram", com o crítico expressando gratidão por seu status como "um livro sobre um corpo queer que é uma fonte de prazer, em vez de ódio a si mesmo, a ser lamentado ou condenado".
Na London Review of Books, uma resenha de Elisa Gabbert afirmou que "o romance parece olhar para a câmera e piscar" à medida que sua complexidade se desenvolve, e observou que Paul Takes the Form of a Mortal Girl termina em in medias res. Na Sydney Review of Books, Greta LaFleur escreveu que o romance é "tanto sobre a experiência trans quanto sobre uma visão da experiência trans que ainda não é, mas pode ser [...] um potencial que existe em níveis psíquicos, sociais, físicos e culturais para todos nós". A Los Angeles Review of Books descreveu Paul como um personagem emocionante, elogiou a "sexualidade corajosa e desinibida" do romance e concluiu que "Lawlor escreveu uma obra-prima inebriante e estimulante". The White Review avaliou Paul como "divertido e frequentemente hilário", com Juliet Jacques escrevendo que o romance "não apenas causa um curto-circuito na narrativa de transição estabelecida, mas também na necessidade que muitas pessoas trans e não binárias sentem de esclarecer suas identidades e fazê-las serem compreendidas por outros". Jacques concluiu que o livro é eficaz e inovador. Rain Taxi também elogiou o texto em uma crítica que destacou seu "tom caloroso e voz viva" e seu "tratamento matizado de um conceito que poderia facilmente render-se a um truque ou clichê", concluindo que "Lawlor é um mágico, e um muito bom".
Uma crítica estrelada no Kirkus Reviews considerou Paul Takes the Form of a Mortal Girl como um "trabalho inovador, de mudança de forma e gênero de um escritor ousado", e descreveu a narrativa como "mágica, sexual e esperançosa" com prosa "tensa, autoconsciente e carnal". A Booklist analisou o romance como "um conto de fadas sobre amadurecimento sem moral fácil, uma mistura de comédia, ternura e façanhas sexuais de bastidores" e elogiou o uso do gênero pelo autor. No Bookforum, Brian Blanchfield descreveu a premissa de Paul como "genial" e argumentou que o estilo de escrita de Lawlor explora as expectativas dos leitores para torná-los "parte do projeto". Uma crítica estrelada no Foreword Reviews descreveu o livro como "um romance hilário, original e fluido em termos de gênero, repleto de prestígio, sexo e identidade queer dos anos 1990" que "apresenta tópicos importantes de uma forma altamente divertida, nova e instigante", elogiando-o como um romance de estreia impressionante e "um novo marco para a literatura não conforme com o gênero".
Maggie Nelson elogiou as cenas de sexo em Paul Takes the Form of a Mortal Girl como "HOT". Uma análise da Lambda Literary Foundation declarou que "Andrea Lawlor trouxe friamente o sexo de volta às conversas sobre gênero, que há muito tempo estavam afastadas da foda em nome da didática convencional e da respeitabilidade", elogiando o romance como "uma obra inteligente e arrojada". The F-Word publicou uma crítica descrevendo Lawlor como "um escritor brilhantemente astuto" e afirmando que Paul "lê-se como um clássico cult desde o início".

### Prémios e listas
Lawlor recebeu um prêmio Whiting por Paul Takes the Form of a Mortal Girl. O livro foi finalista do CLMP Firecracker Awards e do Lambda Literary Award for Bisexual Literature em 2018.
Carmen Maria Machado selecionou Paul para sua lista "Um Ano de Leitura" em 2017, elogiando-o como um romance "sexy e picaresco". Em 2018, RL Goldberg incluiu-o na sua lista “Rumo à criação de um cânone transliterário” na The Paris Review. Em 2019, Dazed listou o livro entre os "11 novos livros LGBTQ para ler", Tor.com o incluiu em uma lista de "Nossas leituras LGBTQ+ favoritas do ano passado", e Oprah Daily o listou entre os melhores livros LGBTQ do ano.

### Análise acadêmica
Um artigo da Feminist Formations afirmou que os "processos de gênero" de Paul no romance "complicam o binário natureza/cultura", que o autor do artigo descreveu como "um projeto crucial de uma perspectiva ecológica/ecofeminista queer, dado que o binário cultura/natureza apoia a degradação da Terra e das pessoas marginalizadas".(p155) O artigo comparou o fenômeno da identidade de Paul no romance a conceitos da obra de Gaston Bachelard (topofilia e The Poetics of Space)(p156) e contrastou-o com o trabalho de Judith Butler (Gender Trouble).(p158) Ele explora a presença do realismo mágico no texto, argumentando que "a categoria literária de 'realismo mágico' que poderia conter as metamorfoses neste romance torna-se inadequada, uma vez que não há uma base estável de gênero, nenhum mundano real, contra o qual o 'mágico' ou o 'real' seriam definidos".(p159) O artigo conclui que "na sua ardente receptividade à vida, [Paul] oferece ao leitor uma visão de apreciação ilimitada pelas culturas naturais liminares e mágicas dos espaços queer e dos movimentos subculturais na história americana".(p171)
Em Studies in the Novel, Paul Takes the Form of a Mortal Girl foi incluído em uma revisão de cinco romances contemporâneos de autores transgêneros.(p492) A revisão observou a distinta evitação de progressões lineares em Paul, afirmando que "o romance invoca um desejo de pluralizar e incorporar facilmente os gêneros - o que ele elimina é a noção de que a permanência e a direção são adequadas para todos" e que "não há muito progresso para Paul" no curso da narrativa.(p498) Ele caracterizou o romance como picaresco por seu "enfraquecimento da linearidade e resolução [...] protagonista errático e socialmente marginal [...] e a natureza episódica da narrativa ocasionada por repetidas fugas de cena", mas argumentou contra a descrição de James Mandrell do picaresco como inerentemente conservador, descrevendo o uso da forma narrativa picaresca em Paul como "um reconhecimento de que há valor em permanecer fora das lógicas capitalistas e heteronormativas que desejam assimilar todos os sujeitos dissidentes" e um reflexo da marginalização histórica de pessoas queer.(498–499)